# 허치팡

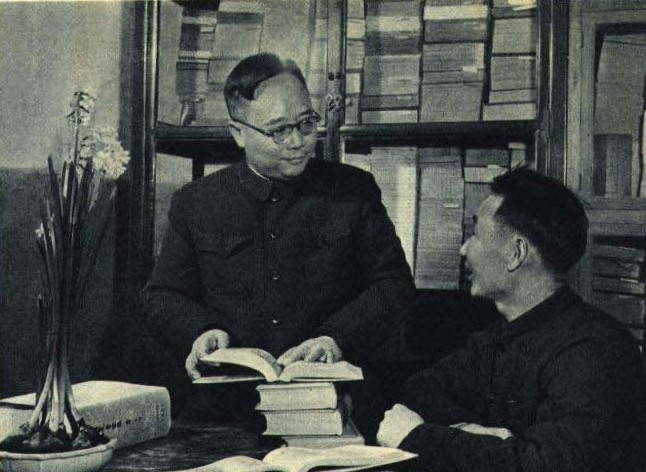

허치팡(何其芳, 1912∼1977)은 중화인민공화국의 정치인, 중국 공산당의 공산주의 혁명가, 시인이자 공산주의 문학 비평가, 문학 종사자이다.

## 생애
쓰촨성(四川省) 완셴(萬縣)의 비교적 보수적인 가정에서 태어난 중화인민공화국의 문학 작가 중 하나로, 원래의 이름은 허융팡(何永芳)이다. 필명으로 허즈(禾止), 디디(荻荻), 추러(秋若), 라오바이싱(勞百行), 양잉레이(楊應雷), 푸루빙(傅履冰), 허치팡(何啓放) 등이 있다.
어릴 적부터 중국의 고대의 시가를 접하였다. 1929년에는 상하이로 가서 후스가 교장으로 있던 중국 공학의 대학 예과에 입학하였고 1931년에는 중화민국의 국립 베이징대 철학과에 입학하였다. 대학을 나온 뒤 1936년에는 산문 시집 《화몽록(畵夢錄)》으로 <대공보(大公報)> 신인 문예 작가상을 받았고, 이듬해 첫 시집 《예언(預言)》을 내놓았다. 중일전쟁이 시작된 뒤 허치팡은 중국 공산당의 당원으로 입당하였고, 1938년에는 중화소비에트공화국의 영수 마오쩌둥이 지도하던 옌안 공산주의 혁명 근거지로 가서 루쉰 예술 학원의 문학계 교수, 주임을 맡는 한편, 홍군 지도자 주더의 문예 방면의 공작 비서로서 활동하였다. 그는 작가 활동의 초기에 시집 《야가(夜歌)》를 내놓았다. 1944년부터는 저우언라이의 중공 혁명 문학의 공작 비서가 되었고, 1948년부터 1953년까지는 옌안의 마르크스-레닌주의학원에서 중국 현대 문학 교수를 담당하였다. 그는 시가 창작 뿐 아니라, 산문, 문예 평론 등 분야에서도 활동하였으며, 중국 공산당 정권 수립 후에는 궈모뤄, 마오둔 등의 지도 아래서 중화인민공화국 문학예술계연합회, 문학공작자협회, 과학원 문학연구소 등에서 중국 공산당 위원회의 중견 간부로서 마오쩌둥, 저우언라이 등의 문예 혁명 활동을 지도하였다. 1966년 이후에는 중화민국에서 작가로 활동하던 초기에 혁명성이 충분치 못하였다는 이유 등으로 문혁 기간 중에 한동안 비판을 받기도 했다.

## 문학 세계
그의 청년기 시는 비교적 진솔하고 섬세한 감정을 표현하고 있다. 특히 제재는 주로 자기 자신의 환상과 감각, 정감을 노래하는 시가 주를 이루었다. 나중에 대학을 나온 후에 다른 지역에서 교사 생활을 하면서 허치팡의 시야는 다소의 변화를 보인다. 산둥 지방 농민들의 고생과 어려움을 목도하면서 사상과 감정에 큰 변화의 물결이 일었다. 이후 삶의 터전을 다시 옮기면서 혁명 선배 천두슈와 리다자오의 눈으로 사회 현실을 다시 보게 된 그는 이전의 창작 취향에서 벗어나 프롤레타리아 독재 혁명으로 모질게 나아가는 자기 자신과 혁명 인민들의 생활과 투쟁을 위한 시와 산문을 적극적으로 집필하고자 하였으며 문학적 소재와 취향 면에서 좀 더 또렸한 변화가 나타난다. 어릴 적에는 중국 봉건 문인들의 영향을 받아서 “예민하고 다정하며” “방황적이고 또 함축적”이었던 시를 주로 썼고 이로 인해 문혁에 가서 비판을 받기도 하였지만 허치팡은 그 제자리에서 그대로 머무르지 않았고 마르크스-레닌주의 혁명의 작가적 권력과 중국 공산당 혁명의 구체적 활동 속으로 들어가 혁명 인민들과 함께 호흡을 하면서 그의 시가, 산문, 평론 예술의 사회적 창작 활동의 변화를 꾀하였던 것이다.

## 같이 보기
- 리수레이
- 스타이펑